# Марија Шестић
Марија Шестић (Бања Лука, 5. мај 1987) српска је певачица и пијанисткиња из Бање Луке. Са песмом Ријека без имена представљала је Босну и Херцеговину на Песми Евровизије 2007. у Хелсинкију.

## Биографија
Марија Шестић је рођена 5. маја 1987. у Бањалуци. Њен отац, Душан Шестић, композитор је данашње химне Босне и Херцеговине „Интермецо“. Марија је освојила неколико награда на дечјим фестивалима у БиХ и региону: треће место 1995. и прво место 1996. на Ђурђевданском фестивалу дечје песме у Бањалуци, специјалну награду за интерпретацију на фестивалу „Наша радост“ у Подгорици 1998. и прву награду за интерпретацију на фестивалу „Златно звонце“ у Новом Саду 1999, прву награду за интерпретацију 2000, 2001. и 2002. на Фестивалу за младе таленте у Зеници.
Студије клавира на Академији умјетности у Бањалуци је уписала са тринаест година. Године 2000. гостовала је на телевизији МТВ Европе у Берлину и снимила албум првенац. Исте године је певала у песми и споту „Зграби своју срећу“, који је за изборе у Босни и Херцеговини снимио ОЕБС. У наредним годинама, освојила је и награду за најбољег дебитанта на Фестивалу забавне и поп музике у Бањалуци 2003, награду за интерпретацију и диплому ФИДОФ на фестивалу „Златна звезда“ у Букурешту 2004. и другу награду на Интернационалном музичком фестивалу у Бањалуци 2005.
Године 2005. учествовала је и на БХ Еуросонгу, националном избору за представника Босне и Херцеговине на Песми Евровизије и заузела четврто место са песмом In This World („У овом свету“). Текст је писао Дирк Пелинк на композицију Марка Пелинка.
Марија Шестић је дипломирала као најмлађи студент у историји бањалучке Академије уметности, а учествовала је и на међународним такмичењима младих пијаниста. Од 2006. на Академији је похађала магистарске студије.

## Песма Евровизије
Јавни радио-телевизијски сервис Босне и Херцеговине од 2006. године представника на Песми Евровизије бира интерним избором. Песму Ријека без имена коју је Марија Шестић певала на Песми Евровизије 2007., баладу са јаким етничким мотивима, писали су Александра Милутиновић (композиција, текст) и Горан Ковачић (композиција, аранжман), а јавности је представљена у посебном програму „БХ Еуросонг 2007“ у сарајевском Народном позоришту 4. марта 2007. са директним радио и телевизијским програмом. Изабрана је међу око 30 песама пристиглих на конкурс. Снимљена је у Јавном заводу Радио-телевизије Словеније у Љубљани, а у снимању су учествовали и Симфонијски оркестар РТВ СЛО, познати продуцент Никша Братош, те неколико вокала из Хрватске. Спот за песму сниман је на Сави у околини Брчког (на броду „Палеж“) те у Сарајеву. Шестић је песму представила и као гост на Беовизији 2007.

## Фестивали
Ђурђевдански фестивал, Бања Лука:
- Све је стало само дјеца расту, треће место, '95
- Далеко си завичају, победничка песма, '96

Фестивал војничких песама и корачница, Београд:
- Мој тата официр, 2001
- Земљо моја, 2002

Бања Лука:
- Од сумрака до свитања (Вече забавне музике), 2003
- Ничија, (Вече забавне музике), друго место, 2005

БХ избор за Евросонг:
- In this World, 2005

Евросонг:
- Ријека без имена, једанаесто место, 2007

Радијски фестивал, Србија:
- Одавно (дует са Жаком Хоудеком), 2007

Сунчане скале, Херцег Нови:
- Тајна, 2010